# John Berkeley, 5. Baron Berkeley of Stratton
John Berkeley, 5. Baron Berkeley of Stratton PC (* 16. Mai 1697; † 18. April 1773 in Bruton Abbey, Somerset) war ein britischer Peer und Politiker.

## Leben
Er war der älteste Sohn des William Berkeley, 4. Baron Berkeley of Stratton († 1741), aus dessen Ehe mit Frances Temple († 1707).
Ab 1713 studierte er am Christ Church College der Universität Oxford. 1735 wurde er als Abgeordneter für das Borough Stockbridge in Hampshire ins britische House of Commons gewählt. Beim Tod seines Vaters erbte er 1741 dessen Adelstitel als Baron Berkeley of Stratton. Er wurde dadurch Mitglied des britischen House of Lords und schied dazu aus dem House of Commons aus.
Von 1743 bis 1746 hatte er das Amt des Captain der Yeomen of the Guard inne. 1753 wurde er ins Privy Council aufgenommen. Von 1755 bis 1756 hatte er das Hofamt des Treasurer of the Household inne und war von 1756 bis 1762 Captain der Honourable Band of Gentlemen Pensioners. Von 1762 bis 1770 war er Constable des Tower of London sowie Lord-Lieutenant der Tower Hamlets.
Er war mit einer Frau namens Elizabeth († um Dezember 1776) verheiratet. Da die Ehe kinderlos blieb und seine beiden jüngeren Brüder ohne männliche Nachkommen vor ihm starben, erlosch sein Adelstitel, als er 1773 auf seinem Familiensitz Bruton Abbey in Somerset starb. Seine Ländereien, einschließlich Berkeley Square, Stratton Street und Bruton Street in London, fielen an seinen entfernten Verwandten Frederick Berkeley, 5. Earl of Berkeley.